# Сантос, Антонио
Антонио Санчес Сантос (исп. Antonio Sánchez Santos); 9 августа 1953, Самора, Испания) — испанский футболист и футбольный тренер.

## Биография
Антонио Сантос начал футбольную карьеру в «Саморе» где провёл всего лишь один сезон. В 1974 году он перешёл в «Реал Вальядолид». На тот момент команда пробыла 15 лет во Втором дивизионе и 1 год в Третьем дивизионе. Единственный титул, который у них есть: Кубок Лиги 1984 года, как раз в его последний год в качестве профессионального игрока.
Его дебют в Высшей лиге испанского футбола состоялся 28 сентября 1980 года, в четвёртом туре чемпионата, в котором на муниципальном стадионе Соррилья встречались «Реал Вальядолид» и «Севилья» и который завершился победой «Севильи» со счётом 2:3, защитник отыграл последние 55 минут игры после замены Джуровича, а тренером, дебютировавшим в 1-м дивизионе, был Пакито и свой последний матч в 1-м дивизионе был сыгран на стадионе «Хосе Соррилья» 29 апреля 1984 года, Сантос отыграл весь матч, встреча завершился минимальной победой над «Бетисом», хотя последний официальный матч, который он сыграл в качестве игрока «Реал Вальядолид», состоялся 16 июня 1984 года на стадионе «Бенито Вильямарин», полуфинальный матч Кубка лиги, в котором «Реал Бетис» обыграл «бело-фиолетовых» со счетом 2:0, он вышел на поле на 70-й минуте, заменив Эйсебио.
В качестве тренера он в основном работал в структуре «Вальядолида». В период с 1984 до 1988 года работал во второй команде «Вальядолида». Также он пять раз был временным тренером «Вальядолида».
В 2014 году, после 40 лет службы в клубе, совет директоров принял решение наградить его золотой и бриллиантовой значком «Вальядолида».

## Достижение
«Реал Вальядолид»
- Кубок Лиги: 1984